# هورنی رادوون
هورنی رادوون (به چکی: Horní Radouň) یک منطقهٔ مسکونی در جمهوری چک است که در ناحیه ییندریخوف هرادتس واقع شده‌است. هورنی رادوون ۱۵٫۳۴ کیلومتر مربع مساحت و ۲۶۲ نفر جمعیت دارد و ۵۵۸ متر بالاتر از سطح دریا واقع شده‌است.